# Achterwasser
Das Achterwasser (niederdeutsch achtern „hinteres, hinten“) ist eine Lagune des in die Ostsee mündenden Peenestroms.
Es ragt so weit in die Insel Usedom hinein, dass es zwischen Ückeritz und Zinnowitz nur noch durch eine schmale Nehrung von der offenen Ostsee getrennt ist. Eingerahmt wird das Achterwasser im Norden durch die Halbinsel Gnitz und im Süden durch den Lieper Winkel. Die schilfbestandene südöstlichste Ausbuchtung heißt Balmer See, die südwestlichste, die an ihrer Westseite nur schwer zugänglich ist, Krienker See.
In vergangenen Jahrhunderten bestand bei Sturmhochwassern, die über die Insel Usedom hinweggingen, zeitweise direkter Kontakt zur offenen Ostsee, wenn die schmalste Stelle der Landbrücke zwischen Zempin und Koserow am Rieckgraben (Nähe Lüttenort / Museum des Malers Otto Niemeyer-Holstein) überspült wurde. Diese Landbrücke zwischen Achterwasser und Ostsee ist hier nur etwa 300 m breit.
Das Achterwasser ist nicht sehr tief und ein beliebtes Surf- und Segelrevier. Der Strand des Achterwassers auf der Halbinsel Gnitz ist nicht so feinkörnig wie der Ostseestrand von Usedom. Der Grund des Achterwassers ist in vielen Bereichen steinig.
Auf Karten aus dem Mittelalter und der frühen Neuzeit findet sich auch der veraltete Name „Lassansches Wasser“ oder der Plural „Lassansche Wasser“. Die Bezeichnung bezog sich auf das Ackerbürgerstädtchen Lassan, das – als einzige Stadt am Achterwasser – damals die Fischereigerechtigkeit für diese Gewässer besaß.

## Galerie

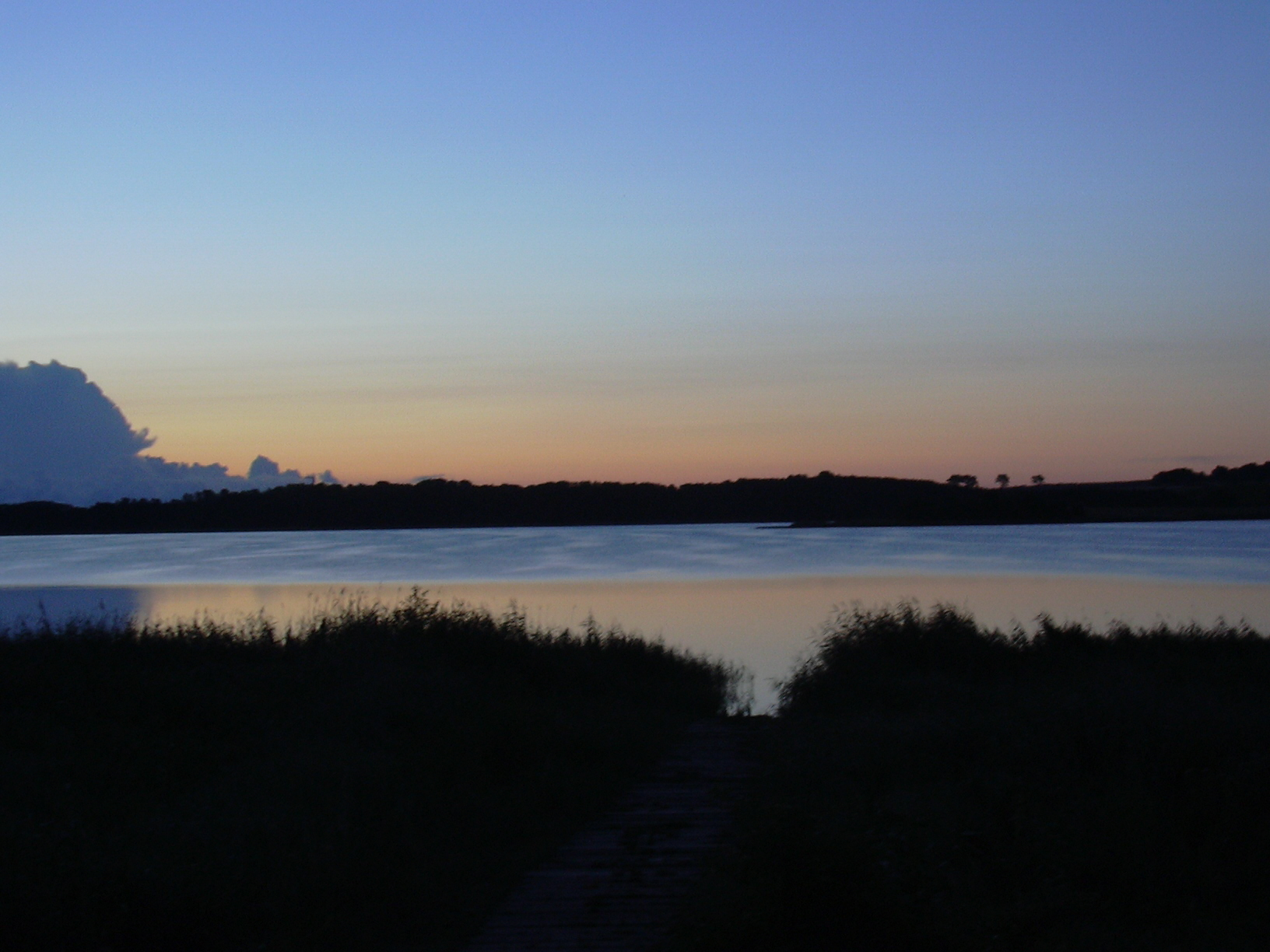
Sonnenaufgang am Balmer See
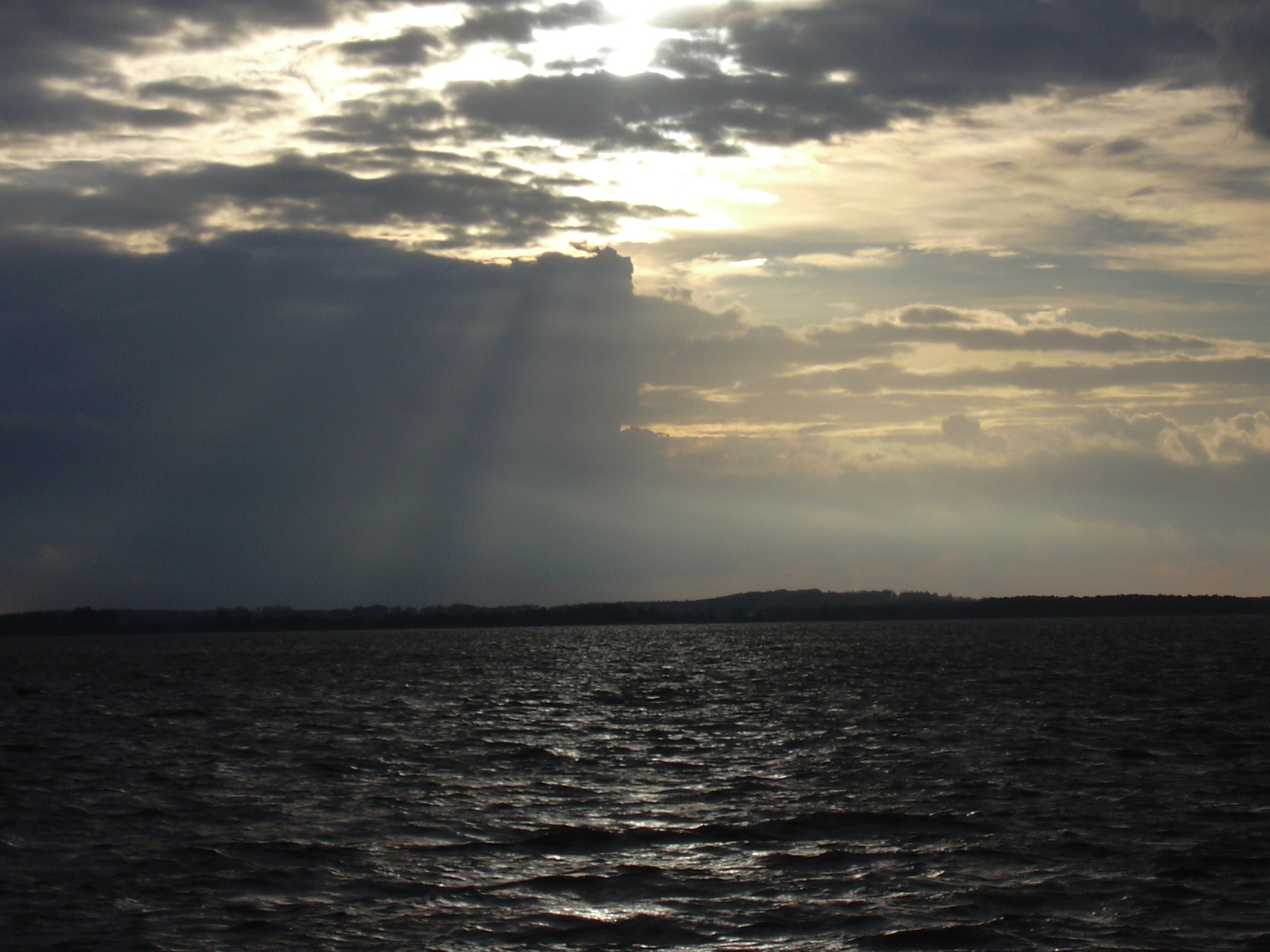
Auf dem Achterwasser vor Loddin nach Regen und Sturm
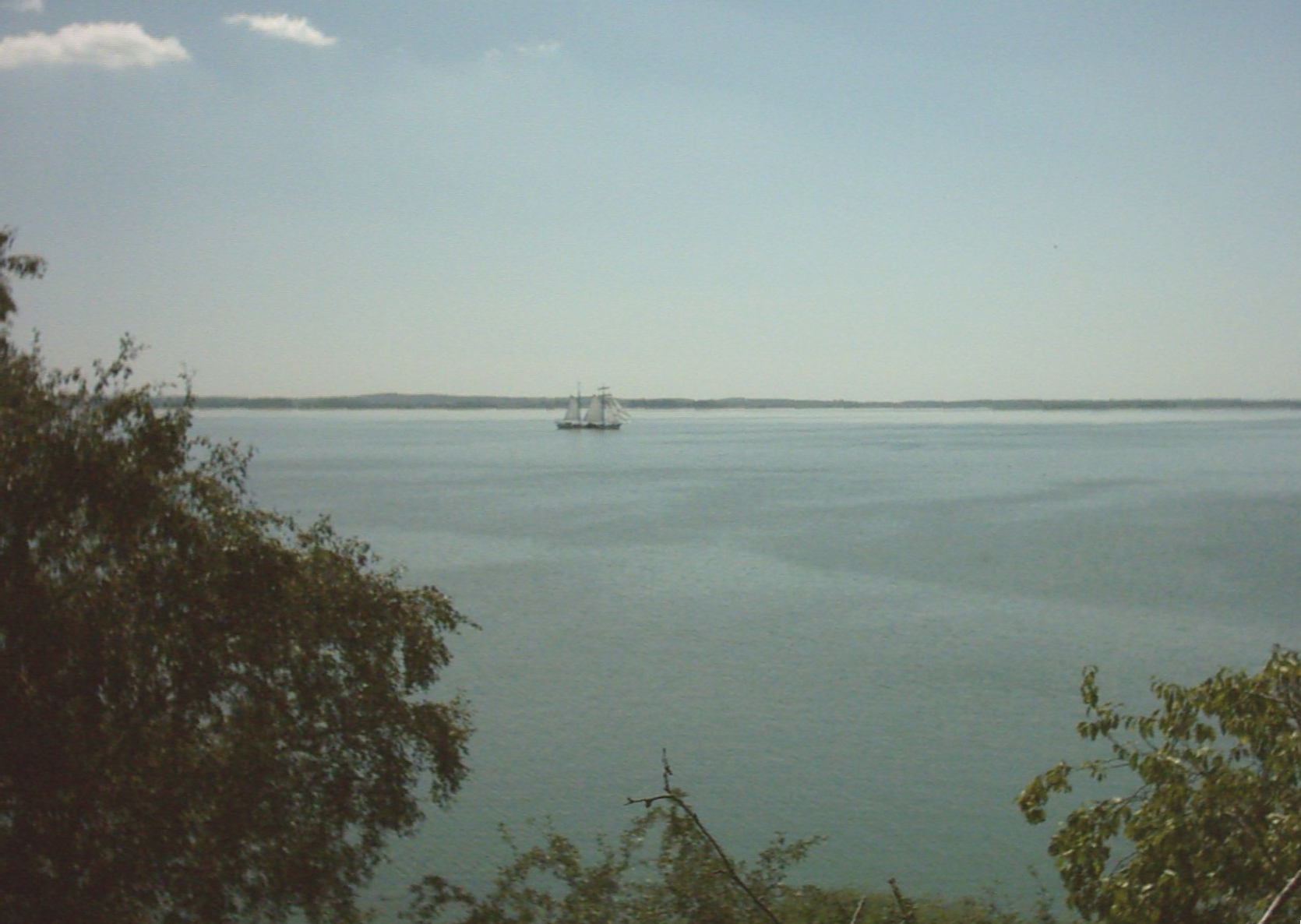
Achterwasser vor dem Loddiner Höft
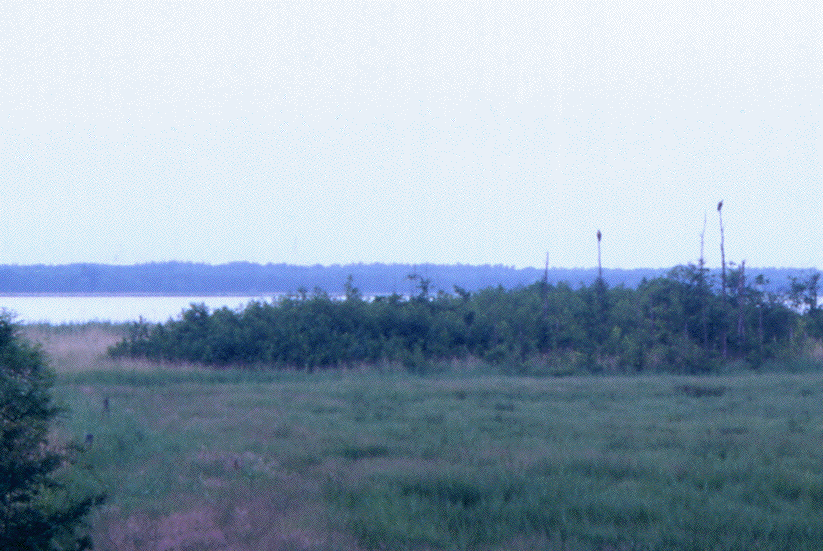
Rastende Seeadler auf abgestorbenen Uferbäumen im Lieper Winkel

## Orte und Landschaften am Achterwasser
- Balmer See
- Halbinsel Gnitz mit Hauptort Lütow und Insel Görmitz
- Koserow-Südseite
- Krienker See mit ehemaligem Rittergut Dewichow an dessen Ostufer
- Krumminer Wiek
- Lassaner Winkel mit Hauptort Lassan
- Lieper Winkel mit Hauptort Liepe
- Loddin mit Loddiner Höft
- Ückeritz – Südseite
- Zempin – Südseite